# 4855 Tenpyou
4855 Tenpyou este un asteroid din centura principală, descoperit pe 14 noiembrie 1982 de Hiroki Kosai și Kiichiro Hurukawa.